# On Dey Azz
On Dey Azz — третій студійний альбом американського репера Dougie D, виданий 12 грудня 2007 р. лейблом Gametyme Entertainment. Виконавчий продюсер: Dougie D. Chopped & Screwed-версію зробив CJ da DJ.

## Список пісень

### Диск 1
1. «Intro — Drop 1» — 0:48
2. «Get Em» — 2:24
3. «Talk 2 U» — 3:04
4. «Forget Me» — 2:57
5. «Told U» — 5:07
6. «Wuz Hapnin’» — 3:26
7. «Boss Mack» — 4:13
8. «Drop 2» — 1:04
9. «Rid-N-Slab» (Lil B з S.L.A.B.) — 3:10
10. «Trunk Knock» (з участю Big Pup) — 3:06
11. «Pride n My Ride» (з участю T4, Aro та Showtyme) — 3:29
12. «4 da Souf» (з участю Yung Redd) — 3:42
13. «Gangstaz Prayer» (з участю E-Man, X-Cal та CJ da DJ) — 5:32
14. «Breathe» (з участю JB та Black Mike) — 4:20
15. «Look at Us Now» (з участю Mr. Remixx) — 4:17
16. «Outro — Drop 3» — 2:23

### Диск 2
Chopped & Screwed-версія
1. «Intro — Drop 1» — 0:56
2. «Get Em» — 2:49
3. «Talk 2 U» — 3:36
4. «Forget Me» — 3:28
5. «Told U» — 6:38
6. «Wuz Hapnin’» — 4:02
7. «Boss Mack» — 4:58
8. «Drop 2» — 1:15
9. «Rid-N-Slab» (Lil B з S.L.A.B.) — 5:27
10. «Trunk Knock» (з участю Big Pup) — 4:12
11. «Pride n My Ride» (з участю T4, Aro та Showtyme) — 5:11
12. «4 da Souf» (з участю Yung Redd) — 4:21
13. «Gangstaz Prayer» (з участю E-Man, X-Cal та CJ da DJ) — 6:31
14. «Breathe» (з участю JB та Black Mike) — 5:06
15. «Look at Us Now» (з участю Mr. Remixx) — 5:03
16. «Outro — Drop 3» — 2:48